# Rekruut

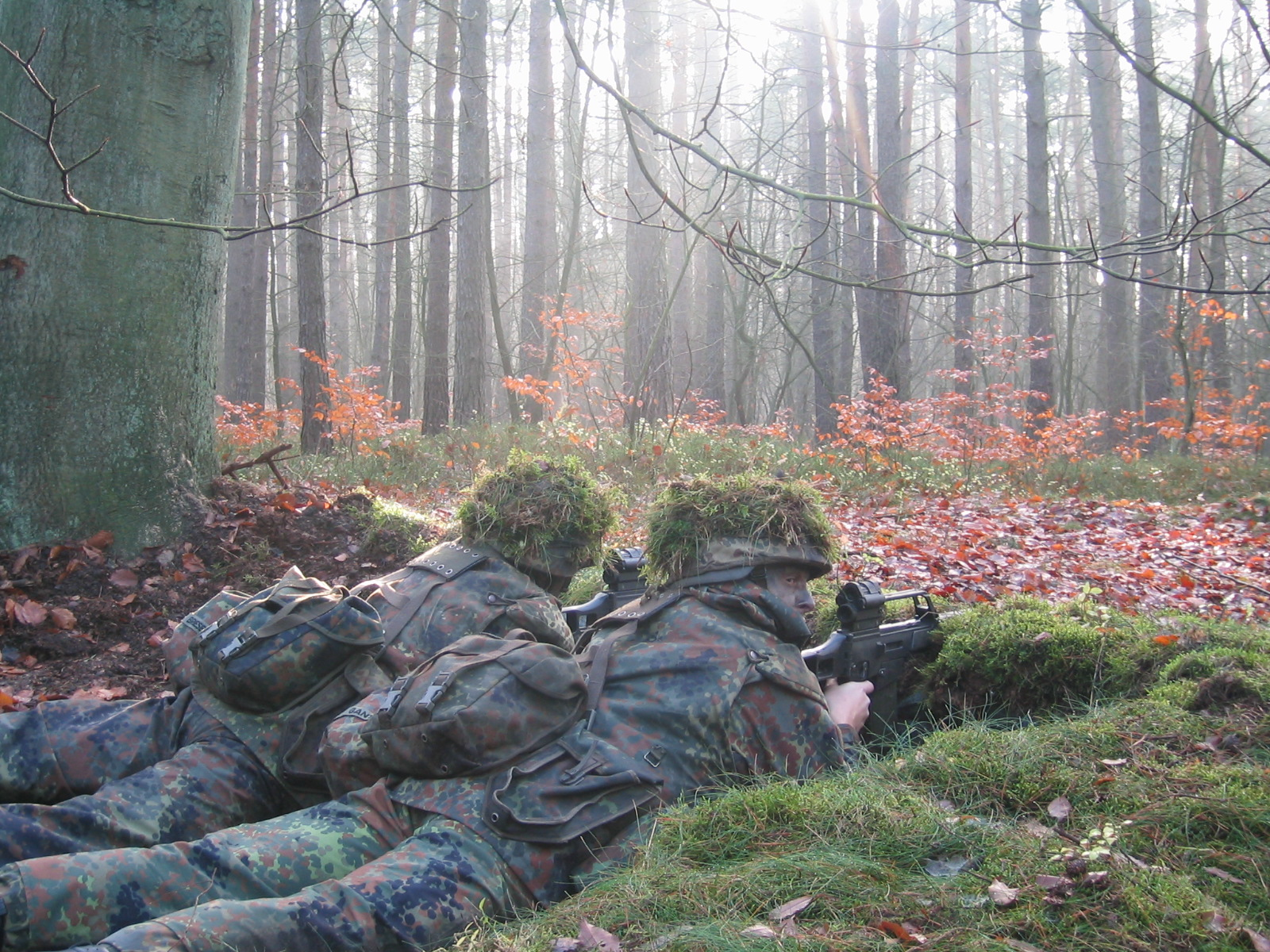
Rekruten te velde

Een rekruut is een burger die wordt opgeleid tot (geoefend) soldaat. Het afgeleide werkwoord rekruteren wordt echter breder dan militair gebruikt, in de betekenis van: iemand aannemen in een bepaalde functie. 
Een rekruut krijgt een opleiding die gekenmerkt wordt door het ontwikkelen van lichamelijke vaardigheden. Men moet daarbij vooral twee dingen leren: exerceren en schieten. Aan een soldaat die zich niet te velde onder commando naar verwachting kan gedragen en daarbij niet (goed) kan schieten heeft een militair leger weinig behoefte.

## Nederland
In de militaire loopbaan van gewone Nederlandse voormalig dienstplichtigen kwam een burger voor de eerste oefening onder de wapenen (de juridische term is: in werkelijke dienst) als rekruut en ging naar de voortgezette opleiding als geoefend soldaat. Hij werd daar opgeleid in het uit te oefenen dienstvak en ging vervolgens naar de plaats waar hij zijn verdere diensttijd verbleef, of tussendoor af en toe werd overgeplaatst. Dat was vaak naar de parate hap en daar kon de filler na een zekere ontgroening de rangen van soldaat 2e en daarna 1e klas (rode strepen) en verder korporaal (gele streep) bereiken. Tegen het eind van de diensttijd kreeg de dienstplichtige automatisch - als oudste lichting onder de wapenen - de eretitel ouwe stomp en deze mocht de filler(s) afknijpen. Daarna zwaaide men af, dat wil zeggen: men ging met groot verlof.